# قسم غودرزي الريفي (مقاطعة بروجرد)
قسم غودرزي الريفي (بالفارسية: دهستان گودرزی) هي منطقة ريفية تقع في إيران في ناحية أشترينان. يقدر عدد سكانها بـ 16,875 نسمة .